# Faverolles, Orne
Faverolles är en kommun i departementet Orne i regionen Normandie i nordvästra Frankrike. Kommunen ligger i kantonen Briouze som tillhör arrondissementet Argentan. År 2022 hade Faverolles 132 invånare.

## Befolkningsutveckling
Antalet invånare i kommunen Faverolles
| Referens: INSEE |